# Führer-rendelkezés
A Führer-rendelet vagy Führer-rendelkezés (németül Führererlass vagy Führerverordnung) a neve Adolf Hitler utasításainak. Ezeket a Harmadik Birodalom területén törvény gyanánt kellett betartania minden hivatalnak és minden német állampolgárnak. Nem volt feltételük valamely az alkotmányban meghatározott állami intézmény általi megerősítése, és tervezetnek sem kellett megelőznie őket. A Führer e rendelkezései megváltoztathatták a többi hatályos jogszabályt, vagy új jogszabályt is létrehozhattak.
Hitlernek az a lehetősége, hogy rendelkezései törvényerővel bírjanak, a weimari köztársaság birodalmi elnökének jogosítványaira épültek. Nekik volt joguk megváltoztatni rendeletekkel a birodalmi kormány és a felső hivatalok szervezetét. 1934-ben mindkét államhivatali funkció egyesítése révén ezek a jogosultságok Hitlerre, mint új államfőre szálltak át. (Törvény a Német Birodalom államfőjéről, ami 1934. augusztus 1-jén törvényerőre emelkedett.) Azonban a második világháború kezdetétől a Führer rendelkezései már túllépték az alkotmányosság kereteit.
Az 1933-as Felhatalmazási törvény (Ermächtigungsgesetz) teljhatalommal ruházta fel a birodalmi kormányzatot olyan törvények kibocsátására, amelyek a német parlament, a Reichstag jóváhagyása nélkül is érvényesek voltak. Ezzel a Német Birodalom 1933-tól kezdve diktatúra lett Hitler uralma alatt (a birodalmi kormányzat többé nem mint demokratikus szervezet működött). Mivel Hitler átvette a birodalmi elnök funkcióit is, ezért megkapta a weimari alkotmány 48-ik cikkelye alapján az úgynevezett szükségállapot-rendeletek kiadásának jogát is. Hitler rendeletei gyakran eklatáns megszegését jelentették az emberi jogoknak és egyben az alkotmány megsértései is voltak.
A Reichstag 1942. április 26-án Hitler autoritását és belpolitikai hatalmát tovább erősítette azzal, hogy jogosítványait tovább bővítették a parancskiadással (azzal az indokkal, hogy rugalmasan tudjon alkalmazkodni a mindenkori helyzethez):
„Miközben a német nép a létéért küzd, hogy elkerülje a megsemmisülését […] a Führernek […] – nem szabad, hogy az érvényes jogi előírások kössék a kezét – ő, mint a nemzet vezetője, mint a Wehrmacht főparancsnoka, mint miniszterelnök és a végrehajtó hatalom legfőbb birtokosa, mint legfelső bíró és a Nemzetiszocialista Német Munkáspárt elnöke kell, hogy mindenkor abban a helyzetben legyen, hogy szükség esetén minden németet […], aki megszegi kötelességét, lelkiismeretes vizsgálódása után az úgynevezett öröklött jogrendre való tekintet nélkül a megérdemelt büntetésben részesítse és őt az egyébként előírt jogeljárás mellőzésével a hivatalából, rangjából és állásából eltávolítsa.”

## Példák
Az alábbi felsorolás nem teljes, csupán kiszemelt példákat tartalmaz.

### A német Nemzeti-díj létrehívása a kulturális és tudományos tevékenység elismerésére(Stiftung eines Deutschen Nationalpreises für Kunst und Wissenschaft)
A Führernek és a Német Birodalom birodalmi kancellárjának rendelkezése 1937. január 30-án a német Nemzeti-díj létrehívása a kulturális és tudományos tevékenység elismerésére : „A Nobel-díj elfogadása ezennel a jövőben minden német számára tilos“.

### 1938. február 4.: „Rendelet a Wehrmacht vezetéséről”(Erlaß über die Führung der Wehrmacht)
Hitler ezzel a rendelkezésével elbocsátotta Werner von Fritsch-et, a hadsereg főparancsnokságának főnökét (a Blomberg-Fritsch-krízis keretében).
1938. február 4-én ezzel a rendeletével Hitler magához ragadta az újonnan létrehozott Wehrmacht főparancsnokságát (Oberkommando der Wehrmacht).

### Führer-rendelet azeutanázia-programról(Euthanasieprogramm)(1939)
Hitler ebben a titkos iratában megadta azoknak az orvosoknak a nevét, akiket felhatalmaz arra, hogy „az emberi megítélés szerint gyógyíthatatlan betegeknek a kórképük kritikus elemzését követően biztosíthatják a kegyelmi halált“.
Ennek érdekében valamennyi lelki beteget, akik több mint öt éve az intézményekben voltak, külön erre a célra szolgáló listákban rögzítettek. Feltételezések szerint 60 000 vagy 80 000 beteg az eutanázia-program, az úgynevezett T4-es akció áldozatául esett.

### A zsidók tervszerű kiirtása(„Endlösung”)
A nemzetiszocializmus történészeinek két csoportja alakult ki: az intencionalisták és a strukturalisták vagy funkcionalisták csoportja. Az intencionalisták szerint biztosra vehető, hogy Hitler legkésőbb 1941 nyarát követően parancsokat adott ki a holokauszt végrehajtására, (a nemzetiszocialista nyelvhasználatban „Endlösung der Judenfrage“) ügyében. Még akkor is bizonyosra veszik ezt, ha ezeket a parancsokat nyilvánvalóan nem írásos formában adta ki, illetve mindeddig ilyennek nyomára nem akadtak. Ugyanakkor a funkcionalisták kétségbe vonják, hogy létezne egy általános megsemmisítési parancs.

### Komisszár-parancs
1941. június 6-án Hitler kiadta úgynevezett komisszárparancsát (Kommissarbefehl) („A politikai biztosokkal (komisszárokkal) való bánásmód alapvonalai”). 

### Führer-parancs Erwin Rommelnek, az afrikai német hadtestek főparancsnokának 1942. június 9-én
Ezt a parancsot Generalfeldmarschall Erwin Rommel írásban kapta. A parancs elrendeli, hogy azokat a német politikai menekülteket, akik az afrikai hadszíntéren a francia oldalon harcoltak, agyon kell lövetni. Rommel a parancsot megtagadta.

### Führer-parancs Rosenbergnek, 1942. március 1-jén
Zsidókat és szabadkőműveseket gyanúsított meg Hitler azzal, hogy a második világháború értelmi szerzői. Reichsleiter Alfred Rosenberg ezzel az 1942. március 1-jén kelt paranccsal megkapta a teljhatalmat, könyvtárak és archívumok lefoglalására, amelyeket zsidók vagy szabadkőművesek tulajdonaként lehetett tekinteni.

### 11. számú Führer-parancs 1944. március 8-án

A 29 „Feste Plätze=szilárd helyek“

„Fester Platz (szilárd hely)“ a 19. században az erődítmény szinonimája volt. Hitler átértelmezte a fogalmat: azoknak a helyeknek a megjelölése, amelyek operatív fontossága, mint közlekedési csomópontoké különösen szívós védelmet érdemeltek, még abban az esetben is, ha körülzártak voltak. A "szilárd pontok" koncepciója, amit 1944 márciusában hívtak életre, nem vezetett eredményre és túlzottan sok áldozatot követelt a Wehrmacht részéről. A március 8-i parancs 29 ilyen szilárd pontot határozott meg.

### Führer-parancs 1944. augusztus 23-án („A romba döntés parancsa”(Trümmerfeldbefehl))
Dietrich von Choltitz, Párizs parancsnoka kapta ez a Führertől:

„Párizsnak, mint hídfőnek a védelme döntő katonai és politikai jelentőséggel bír. […] Ezért a városon belül az ellenállás első jeleire a legkeményebb eszközökkel kell válaszolnunk, például háztömbök felrobbantása, a főkolomposok nyilvános kivégzése, az érintett városrész teljes evakuálása, mert ezzel lehet legjobban elejét venni az ellenállás kiterjedésének. Valamennyi hidat a Szajna fölött elő kell készíteni a felrobbantásukra. Párizs vagy egyáltalán nem kerülhet az ellenség kezére, vagy csupán romhalmazként. ”

Von Choltitz a parancsot megtagadta és főbelőtte magát; 1944. augusztus 25-én kapitulált és átadta Párizst, ami így csaknem teljesen ép maradt.

### Führer-parancsAlbert Speerfelfegyverzési miniszternek 1945. március 19-én
„Néró-parancs“ vagy másként „A felperzselt föld parancsa“ néven híresült el ez a rendelkezés. Ennek szellemében a német hadsereg visszavonulási területet, az a Birodalomhoz tartozó volt, betű szerint semmi másnak nem volt szabad az ellenség kezére kerülnie, mint a felperzselt földnek.
Bizonyosnak vehető, hogy Albert Speer ignorálta ezt a parancsot. (Lásd: Albert Speer: Spandaui naplók (Spandauer Tagebücher) és Joachim C. Fest:Albert Speer c. könyvét)

### Führer-parancs Berlin lakosságának 1945. április 22-én
Ezt a parancsot röplapokon hozták nyilvánosságra. Elrendelte azoknak a személyeknek (az úgynevezett defetistáknak) az azonnali lelövetését, akik a német „ellenálló erőt“ a berlini csata során bármily módon gyengítették.

## Fordítás
- Ez a szócikk részben vagy egészben  a   Führererlass című német Wikipédia-szócikk ezen változatának fordításán alapul.  Az eredeti cikk szerkesztőit annak laptörténete sorolja fel. Ez a jelzés csupán a megfogalmazás eredetét és a szerzői jogokat jelzi, nem szolgál a cikkben szereplő információk forrásmegjelöléseként.